# Ordem dinástica

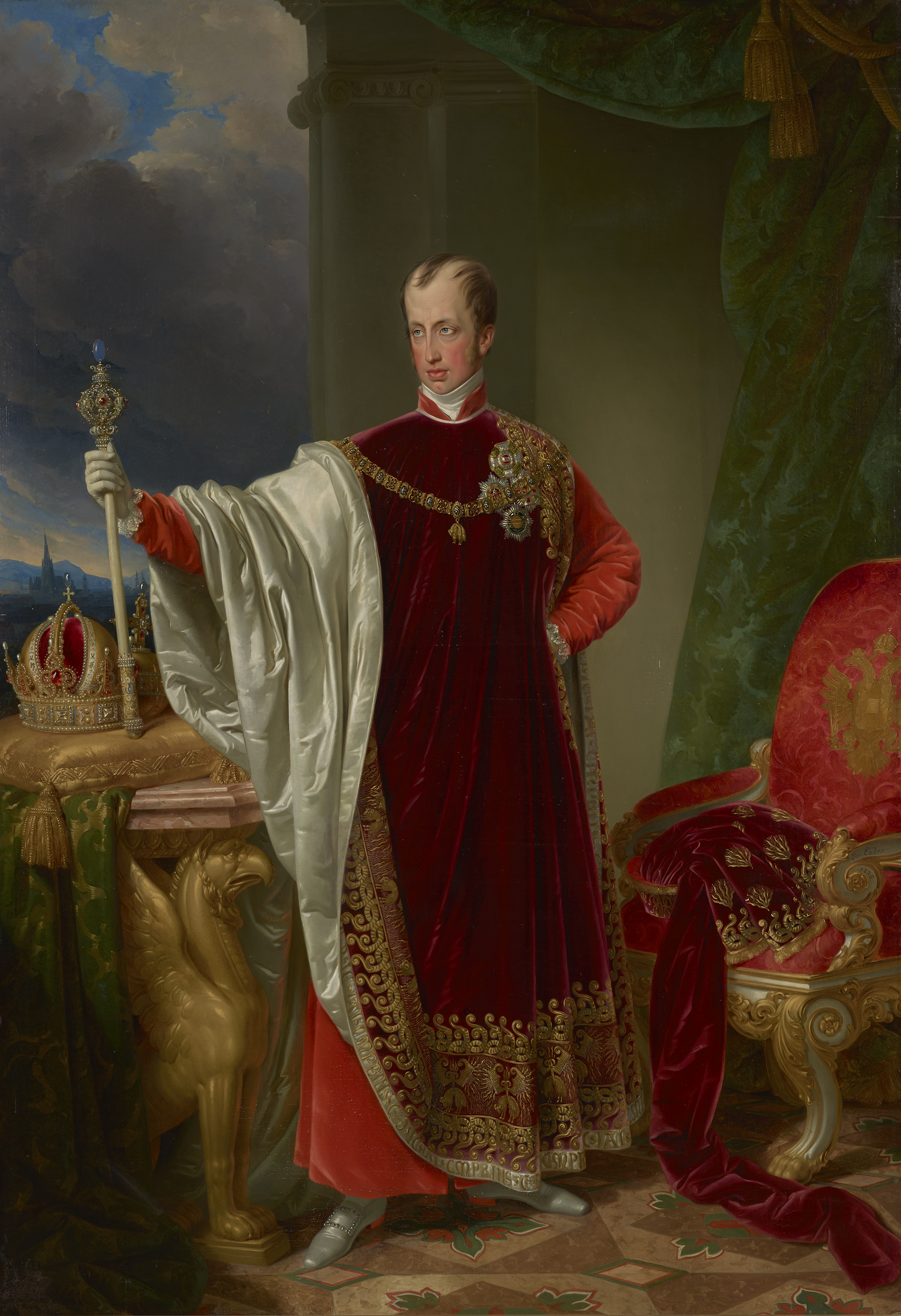
Imperador Fernando I em trajes cerimoniais da Ordem do Tosão de Ouro, ordem dinástica ainda outorgada por seus descendentes da Casa de Habsburgo-Lorena.

Uma ordem dinástica, ordem monárquica ou ordem de casa é uma ordem sob patronagem da realeza, sendo concedida por um soberano - como legítimo fons honorum - ou o chefe de uma família outrora soberana. Estas são muitas vezes consideradas parte do patrimônio cultural de uma dinastia específica. Ordens dinásticas eram frequentemente fundadas e mantidas como forma de recompensar serviços prestados a um monarca ou à sua subsequente dinastia.

## Agraciamento pessoal pelo soberano
As ordens dinásticas estão sob o controle exclusivo de um monarca e são concedidas sem o consentimento de terceiros (chefe ministerial, primeiro-ministro ou conselho). Um relatório recente do Governo britânico mencionou que há "um exercício remanescente que foi identificado da prerrogativa verdadeiramente pessoal e executiva do Monarca: ou seja, a atribuição de certas honras que permanecem dentro de seu domínio (as Ordens de Mérito, da Jarreteira, do Cardo-selvagem e a Real Ordem Vitoriana)."
Geralmente, ordens dinásticas são concedidas pelo monarca por qualquer motivo que este considere apropriado, enquanto outras ordens - muitas vezes chamadas de ordens de mérito - são concedidas por recomendação de membros do governo em reconhecimento de realizações individuais ou serviços relevantes prestados à nação.

### Portugal
O termo ordem dinástica também é aplicado àquelas ordens que continuam a ser concedidas por antigos monarcas e seus descendentes depois de terem sido depostos do poder. Por exemplo, Duarte Pio de Bragança, pretendente ao trono de Portugal com o título de Duque de Bragança, afirma que a Ordem da Imaculada Conceição de Vila Viçosa, "sendo uma ordem dinástica da Casa de Bragança e não uma ordem do Estado, continua a ser conferida pelo último Rei Dom Manuel II, em exílio." Como reclamante do trono de Manuel II, Duarte Pio continua a conceder as honrarias do extinto Reino de Portugal que não foram reestruturadas pela República Portuguesa.
Entretanto, o tema é abordado de forma diferente pelo governo português que considera todas as ordens honoríficas reais como extintas desde a Implantação da República em 5 de outubro de 1910, sendo algumas delas revividas em formato republicano em 1918. Para efeitos oficiais, Portugal simplesmente ignora as ordens do pretendente real, Duarte Pio. Embora não seja uma violação da lei portuguesa aceitar ordens e condecorações de Dom Duarte, um indivíduo necessita de permissão do governo para aceitar qualquer agraciamento nacional ou estrangeiro; as condecorações concedidas por Dom Duarte simplesmente não constam em nenhuma das listas oficiais.

### Brasil
O Brasil possuí a famosa ordem dinástica Imperial Ordem de São Bento de Avis, atualmente concedida pelo Chefe da Casa Imperial do Brasil, Dom Bertrand de Orléans e Bragança.

### Itália
Uma situação semelhante existe na Itália, onde o Governo republicano considera que as ordens dos antigos monarcas foram abolidas, mas o herdeiro do último rei continua a concedê-las. No entanto, a situação italiana é única, pois a Ordem dos Santos Maurício e Lázaro é uma das poucas ordens de cavalaria que foi explicitamente reconhecida por uma bula papal, na qual o Papa Gregório XII deu à Casa de Saboia o direito de conferir essa cavalaria em perpetuidade. Assim, sob os princípios do direito internacional, o herdeiro do trono italiano em exílio afirma que o controle das ordens dinásticas de Saboia é distinto das questões formais do Reino da Itália, de modo que ele mantém o direito de conceder as ordens e os privilégios que as acompanham.

## Ordens dinásticas atuais
Há atualmente muitas ordens dinásticas de cavalaria, principalmente na Europa. Atualmente, as ordens dinásticas incluem aquelas que ainda são concedidas por um monarca reinante, aquelas concedidas pelo chefe de uma casa real em exílio e aquelas que foram extintas. Embora eventualmente se afirme que os chefes das antigas casas reinantes mantêm o direito sobre as ordens dinásticas já existentes, essa visão é contestada por outros que acreditam que o poder de criar ordens permanece com uma dinastia para sempre. Um exemplo disso é a Ordem de São Miguel da Ala, que às vezes é descrita como um renascimento de uma longa ordem obsoleta concedida pela última vez no século XVIII, mas também descrita como uma nova ordem criada em 2004. Outro exemplo diz respeito à Ordem Real de Francisco I do Reino das Duas Sicílias. Um ramo da família (liderado por Carlos, Duque de Castro) afirma que a Ordem de Francisco I era pertencente à coroa e não ao Estado e, assim, a concede como uma ordem dinástica. O outro ramo (liderado por Carlos, Duque de Calábria) considera a Ordem de Francisco I como uma ordem estatal que se extinguiu quando da abolição da monarquia. Há ainda o exemplo da pretendente russa Maria Vladimirovna que publicou um decreto em 20 de agosto de 2010 criando a "Ordem Imperial Santa Grande Mártir Anastácia".

### Concedidas pela Santa Sé
Embora algumas antigas famílias reais e seus apoiadores afirmem que a Igreja Católica Romana reconhece formalmente seu direito de conceder várias ordens honoríficas, a Santa Sé nega todas essas afirmações. Em 16 de outubro de 2012, a Secretaria de Estado da Santa Sé renovou seu anúncio formal de que reconhece apenas as ordens emitidas pelo Papa, a saber:
| Ordem                                           | Fundador          | Fundação |
| ----------------------------------------------- | ----------------- | -------- |
| Ordem Suprema de Cristo                         | Papa João XXII    | 1319     |
| Ordem da Espora de Ouro                         | Papa Inocêncio VI | 1357     |
| Ordem de Pio IX                                 | Papa Pio IX       | 1847     |
| Pontifícia Ordem Equestre de São Gregório Magno | Papa Gregório XVI | 1831     |
| Ordem de São Silvestre Papa                     | Papa Gregório XVI | 1841     |

### Ordens sob custódia papal
| Ordem                                                       | Fundador            | Fundação |
| ----------------------------------------------------------- | ------------------- | -------- |
| Ordem Equestre do Santo Sepulcro de Jerusalém               | Godofredo de Bulhão | 1103     |
| Ordem Soberana e Militar Hospitalária de Malta              | Beato Gerard Tum    | 1136     |
| Ordem dos Cavaleiros Teutônicos de Santa Maria de Jerusalém | Papa Clemente III   | 1190     |

### Ordens reconhecidas por bula papal
A Secretaria de Estado da Santa Sé adverte que "demais ordens, sejam de origem recente ou de fundação medieval, não são reconhecidas pela Santa Sé (...) para evitar a continuação de abusos que possam causar danos às pessoas de boa-fé, a Santa Sé confirma que não atribui absolutamente nenhum valor aos certificados de filiação ou insígnias emitidos por esses grupos, e considera inadequado o uso de igrejas ou capelas para suas chamadas 'cerimônias de investidura'".
| Monarquia | Ordem                                          | Ordem                                                                  | Barreta                                       | Outorgante                          | Fundação |
| --------- | ---------------------------------------------- | ---------------------------------------------------------------------- | --------------------------------------------- | ----------------------------------- | -------- |
| Itália    | Insígnia da Ordem dos Santos Maurício e Lázaro | Ordem dos Santos Maurício e Lázaro Ordine dei Santi Maurizio e Lazzaro | Barreta da Ordem dos Santos Maurício e Lázaro | Casa de Saboia (Emanuel Felisberto) | 1572     |

### Concedidas por soberanos
| Monarquia           | Ordem                                               | Ordem                                                                           | Barreta                                            | Outorgante                    | Fundação |
| ------------------- | --------------------------------------------------- | ------------------------------------------------------------------------------- | -------------------------------------------------- | ----------------------------- | -------- |
| — ✦ — Dinamarca     | Insígnia da Ordem do Elefante                       | Ordem do Elefante Elefantordenen                                                | Barreta da Ordem do Elefante                       | Monarca (Frederico X)         | 1693     |
| — ✦ — Dinamarca     | Insígnia da Ordem do Dannebrog                      | Ordem do Dannebrog Dannebrogordenen                                             | Barreta da Ordem do Dannebrog                      | Monarca (Frederico X)         | 1671     |
| — ✦ — Espanha       | Insígnia da Ordem do Tosão de Ouro                  | Ordem do Tosão de Ouro Orden del Toisón de Oro                                  | Barreta da Ordem do Tosão de Ouro                  | Monarca (Felipe VI)           | 1430     |
| — ✦ — Jordânia      | Insígnia da Ordem de Al-Hussein bin Ali             | Ordem de Al-Hussein bin Ali Wisam al-Hussain ibn Ali                            | Barreta da Ordem de Al-Hussein bin Ali             | Monarca (Abdullah II)         | 1949     |
| — ✦ — Noruega       | Insígnia da Ordem de Santo Olavo                    | Ordem de Santo Olavo Sankt Olavs Orden                                          | Barreta da Ordem de Santo Olavo                    | Monarca (Olavo V)             | 1847     |
| — ✦ — Países Baixos | Insígnia da Ordem do Leão de Ouro da Casa de Nassau | Ordem do Leão de Ouro da Casa de Nassau Huisorde van de Gouden Leeuw van Nassau | Barreta da Ordem do Leão de Ouro da Casa de Nassau | Monarca (Guilherme Alexandre) | 1858     |
| — ✦ — Países Baixos | Insígnia da Ordem da Casa de Orange                 | Ordem da Casa de Orange Huisorde van Oranje                                     | Barreta da Ordem da Casa de Orange                 | Monarca (Guilherme Alexandre) | 1905     |
| — ✦ — Reino Unido   | Insígnia da Ordem da Jarreteira                     | Ordem da Jarreteira Most Noble Order of the Garter                              | Barreta da Ordem da Jarreteira                     | Monarca (Carlos III)          | 1348     |
| — ✦ — Reino Unido   | Insígnia da Ordem do Cardo-selvagem                 | Ordem do Cardo-selvagem Order of the Thistle                                    | Barreta da Ordem do Cardo-selvagem                 | Monarca (Carlos III)          | 1687     |
| — ✦ — Suécia        | Insígnia da Ordem do Serafim                        | Ordem do Serafim Kungliga Serafimerorden                                        | Barreta da Ordem do Serafim                        | Monarca (Carlos XVI Gustavo)  | 1748     |